# Fulcinia alaris
Fulcinia alaris är en bönsyrseart som beskrevs av Henri Saussure 1871. Fulcinia alaris ingår i släktet Fulcinia och familjen Iridopterygidae. Inga underarter finns listade i Catalogue of Life.